# اندیس باریت دالمه
اندیس باریت دالمه یک اندیس غیرفلزی است که در حوالی شهر اردکان استان یزد قرار دارد و مادهٔ معدنی موجود در آن، باریت است.سنگ میزبان این اندیس دولومیت است و دیرینگی آن به دوران پرمین می‌رسد.